# Дьяков, Владимир Иванович
Влади́мир Ива́нович Дья́ков (1894 — 15 сентября 1985, Альби) — русский офицер, участник Белого движения, эмигрант. Войсковой старшина Донского войска, полковник Алексеевского пехотного полка, в эмиграции занимался благотворительностью.

## Биография
Окончил реальное училище и Донское Атаманское училище (в 1914 году).
В рядах донских казачьих частей участвовал в Великой войне 1914—1918 гг.; ранен, награждён боевыми отличиями.
Одним из первых вступил в Добровольческую армию (1917), где стал первым адъютантом Партизанского (впосл. Алексеевского пехотного) полка. В составе полка участвовал в Первом Кубанском (Ледяном) походе и прошёл всю Гражданскую войну; вновь был ранен.
После эвакуации Русской Армии из Крыма служил в Галлиполи, а затем в Болгарии, откуда перебрался во Францию. В эмиграции был членом Объединения Алексеевцев. В 1981 году, после кончины генерала Харжевского, назначен начальником Отделов Русского общевоинского союза в Европе и Председателем Общества Галлиполийцев. Войсковой старшина Владимир Иванович Дьяков стал последним из старших офицеров, занимавших эту должность.
Состоял в Союзе казаков-комбатантов, постоянно жертвовал средства в пользу казаков и их семей.
С 15 декабря 1983 по июль 1984 года — председатель Русского общевоинского союза. Проживание в Альби, где не было никаких помощников, вынудили его в июле 1984 года передать руководство РОВС поручику П. А. Калиниченко.
Умер 15 сентября 1985 года в городе Альби, департамент Верхняя Гаронна, Франция, похоронен там же.